# 在ギニア日本国大使館
在ギニア日本国大使館（ざいギニアにほんこくたいしかん、フランス語: Ambassade du Japon en Guinée、英語: Embassy of Japan in Guinea）は、ギニアの首都コナクリにある日本の大使館。

## 沿革
- 1958年10月2日、フランス領ギニア（フランス語版、英語版）がギニア共和国として独立する[1]
- 1958年11月14日、日本がギニアを承認して、両国間の国交が樹立される[1]
- 1976年1月、コナクリに在ギニア日本国大使館が開設される[1]

## 所在地
Quartier Landréah Port, Corniche Nord, Commune de Dixinn, Conakry, République de Guinée. B.P. 895